# Miragoâne
Miragoâne (Haitianisch-Kreolisch Miragwàn) ist eine Gemeinde im Département Nippes auf der Tiburon-Halbinsel im Südwesten Haitis. Miragoâne ist der Hauptort sowohl des Départements als auch des nach ihm benannten Arrondissements.

## Geschichte

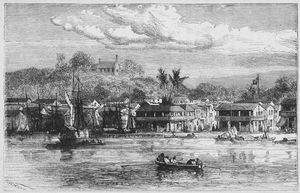
Miragoâne im Jahr 1881

Der natürliche Hafen der Baie de Miragoâne zog bereits im 16. Jahrhundert Piraten und Freibeuter in die Gegend der heutigen Gemeinde Miragoâne, die hier ihre Stützpunkte und Lager aufbauten.
Der Name Miragoane stammt von Miraguano, dem Namen, den die indigenen Taino dem See von Miragoane gegeben hatten.
Im 17. Jahrhundert errichteten englische Siedler hier eine erste Ortschaft.
Während der Auseinandersetzungen, die sich vor der haitianischen Unabhängigkeit unter den verschiedenen Gruppen Aufständischer im Land abspielten, zog sich Anfang Mai General Pétion unter dem Druck des für die französische Kolonialmacht tätigen Jean-Jacques Dessalines über Miragoâne weiter in den Südwesten zurück. Im Januar 1803 gelang es General Nicholas Geffrard, die Franzosen endgültig zu vertreiben.
Die strategisch Bedeutung der Brücke von Miragoâne führte dazu, dass auch in den auf die Unabhängigkeit folgenden Jahren die Gemeinde immer wieder Schauplatz militärischer Auseinandersetzungen wurde. So standen sich Anfang Dezember 1810 die Generäle Pétion und André Rigaud hier gegenüber. Das Zusammentreffen führte nicht zum Kampf, sondern zu der Vereinbarung eines künftig gemeinsamen Vorgehens gegen Nord-Haiti.
Als sich im Jahr 1868 die Partei der Cacos („Papageien“) unter General Nissage Saget gegen Präsident Salnave erhob, wurde Miragoâne zeitweise von den Cacos beschossen, geplündert und schließlich den Flammen übergeben.
Auch im Jahr 1883, während des Aufstands von Jean-Pierre Boyer-Bazelais, wurde der Ort fast vollständig zerstört.
Nach dem verheerenden Erdbeben in Haiti im Jahr 2010 nahm Miragoâne zahlreiche Obdachlose aus der Hauptstadt auf. Am 24. Januar 2022 verwüstete ein Erdbeben der Stärke 5,3 auf der Richterskala, dessen Epizentrum 16 Kilometer von Miragoâne entfernt lag, die Gemeinde.
Die Krise in Haiti seit 2018 führte auch in Miragoâne zu erheblichen Unruhen. Im Februar 2024 gingen Tausende Demonstranten auf die Straße, um den Rücktritt der Regierung Henry zu fordern.

## Lage und Beschreibung
Neben dem Stadtzentrum Ville de Miragâne und dem Quartier de Saint Michel bestehen vier ländliche Gemeindebezirke:
- Chalon mit Carenage, Carrefour Desruisseaux, Carrefour Moussignac, Du Parc, Godet, Plaine Dufour, Saut-d'Eau, Savane Ouest, St-Karl, St-Martin und Yvon,
- Belle Rivière mit Andus, Baudouin, Belair, Bélivert, Boco, Colombe, Fréneau, Haut-du-Four, Lhomond, Mejus, Ménard, Nan Bourique, Petite Colline und Tazac,
- Dessources mit Bambou, Fond Pin-Paris, Gédéon, La Ferine, Mombin, Nan Dite, Nan Plaisir, Ramier, Savane Henri und Terre Rouge sowie
- Saint-Michel mit Bassin Bleu, Bouton, Cadiac, Carrefour Moussignac, Chéresi, Dimisaine, Duparc, La Source und Saint-Michel-du-Sud.

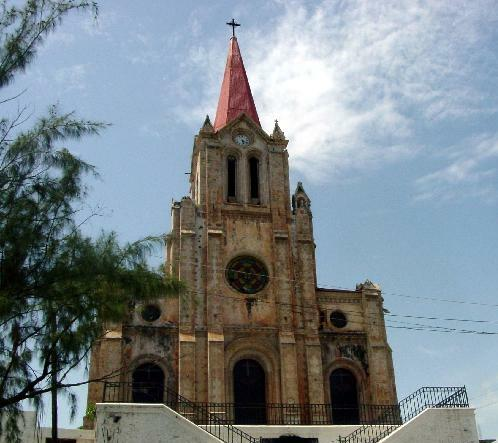
Cathédrale Saint-Jean-Baptiste

Die Gemeinde bildet den östlichsten Bereich des Département Nippes an der Küste und liegt an der Grenze zum Département Ouest.
Einen Kilometer südlich des Ortszentrums liegt der zweitgrößte Süßwassersee Haitis, der Étang de Miragoâne, der oft auch als Étang Saint-Michel bezeichnet wird.
Durch das Gebiet der Gemeinde führt die Route Nationale RN-2. Östlich sind es zu der Hauptstadt Port-au-Prince 101 Kilometer, während es südwestlich nach Aquin 47 Kilometer sind.
Die Kathedrale Saint-Jean-Baptiste stammt aus dem 19. Jahrhundert und ist im neugotischen Stil erbaut. Zusammen mit den Überresten des Fort Réfléchi gehört sie zu den Sehenswürdigkeiten von Miragoâne.
Die Freimaurerloge im Orient Miragoâne trägt die Nummer 20 im Großen Orient von Haiti und den Namen „Die Schüler der Natur“ (Les Élèves de la Nature).

## Wirtschaft und Hafen
Miragoâne erhielt im Jahr 1807 als dritte Hafenstadt Haitis die offizielle Genehmigung, Seehandel zu betreiben. Im Jahr 1986, dem Ende der Präsidentschaft von Jean-Claude Duvalier, wurde der Hafen zeitweilig geschlossen.
Der Hafen von Miragoane befindet sich am Reynolds Terminal, 3,2 Kilometer westlich des Ortszentrums. Er ist ein aktiver Importhafen und wird regelmäßig und häufig von Florida aus angelaufen. Die Zollbehörden sind im Hafen präsent. Der natürliche Hafen ist sehr gut geschützt. Es gibt zwei Einfahrtskanäle, von Norden und von Ost-Süd-Ost. Fahrrinnenmarkierungen sind jedoch nicht vorhanden.
Die Wassertiefe auf Reede beträgt 11 Meter. An der Pier ist der Tiefgang bei Niedrigwasser auf 3,4 Meter begrenzt. Schiffe bis zu 500 Fuß Länge (152 Meter) können festmachen.
Vom Hafen aus wurden traditionell Kaffee, Früchte und Bauxit (1960er bis 1980er Jahre durch Reynolds Metals) exportiert und der Handel mit gebrauchten Gütern, vor allem PKW, aus den Vereinigten Staaten betrieben.

## Personen aus Miragoâne
- Jean-Pierre Boyer-Bazelais (1833–1883), Politiker
- Mirlande Manigat (* 1940), Politikerin
- Edgard Leblanc Fils (* 1955), Politiker
- Osvaldo Jeanty (* 1983), Sportler (Basketball)